# Forcão

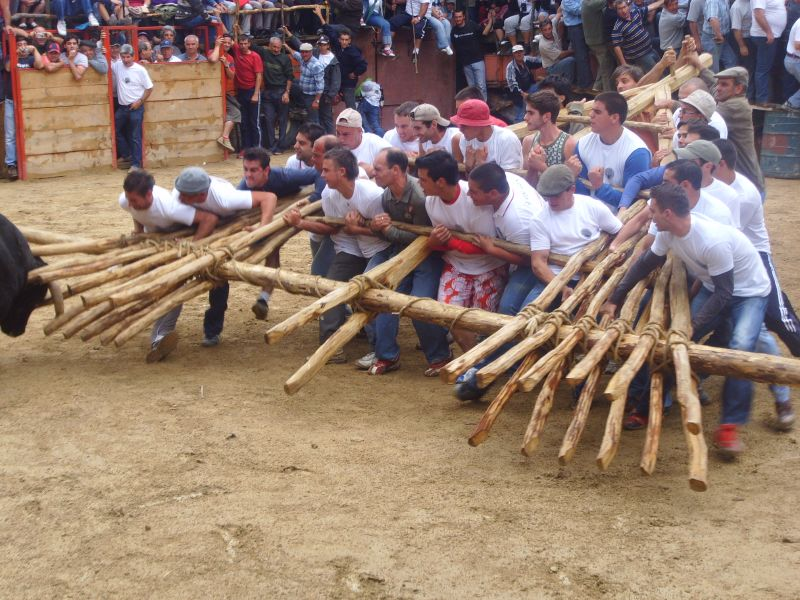
Homens pegando o forcão durante uma capeia arraiana.

O forcão é um instrumento de lide de touros utilizado na capeia arraiana. Pesa cerca de trezentos quilos e são necessários cerca de 30 homens para o erguer.
O forcão é um engenho de forma triangular, feito de pesados troncos de carvalho, cortados para o efeito, que terminam em forquilha onde se encaixa uma barra frontal, normalmente de madeira de pinho para ser mais leve, que se prolonga para lá dos ângulos cerca de dois metros.
As barras laterais são firmemente apoiadas numa trave central, que também termina em forquilha, sendo a outra extremidade prolongada, ultrapassando o vértice em cerca de 60 ou 70 cm, prolongamento a que se pode chamar zona de comando porque é nesse ponto que actuam os dois rabejadores, que são os responsáveis pelo seu manejo. A sua função é conduzir, manobrar, o forcão de forma a manter o touro sob domínio, cansá-lo e prepará-lo para ser agarrado no momento próprio, objectivo que nem sempre é conseguido.
As medidas do forcão não são uniformes, elas podem variar um pouco de aldeia para aldeia, e de ano para ano, mas o triângulo não se afasta muito do padrão 4,7 x 4,5 x 4,7, o adequado para comportar cerca de 15 ou 16 homens em cada uma das barras laterais.
São o comprimento das galhas e a área da praça que determinam o tamanho do forcão.

## Galeria

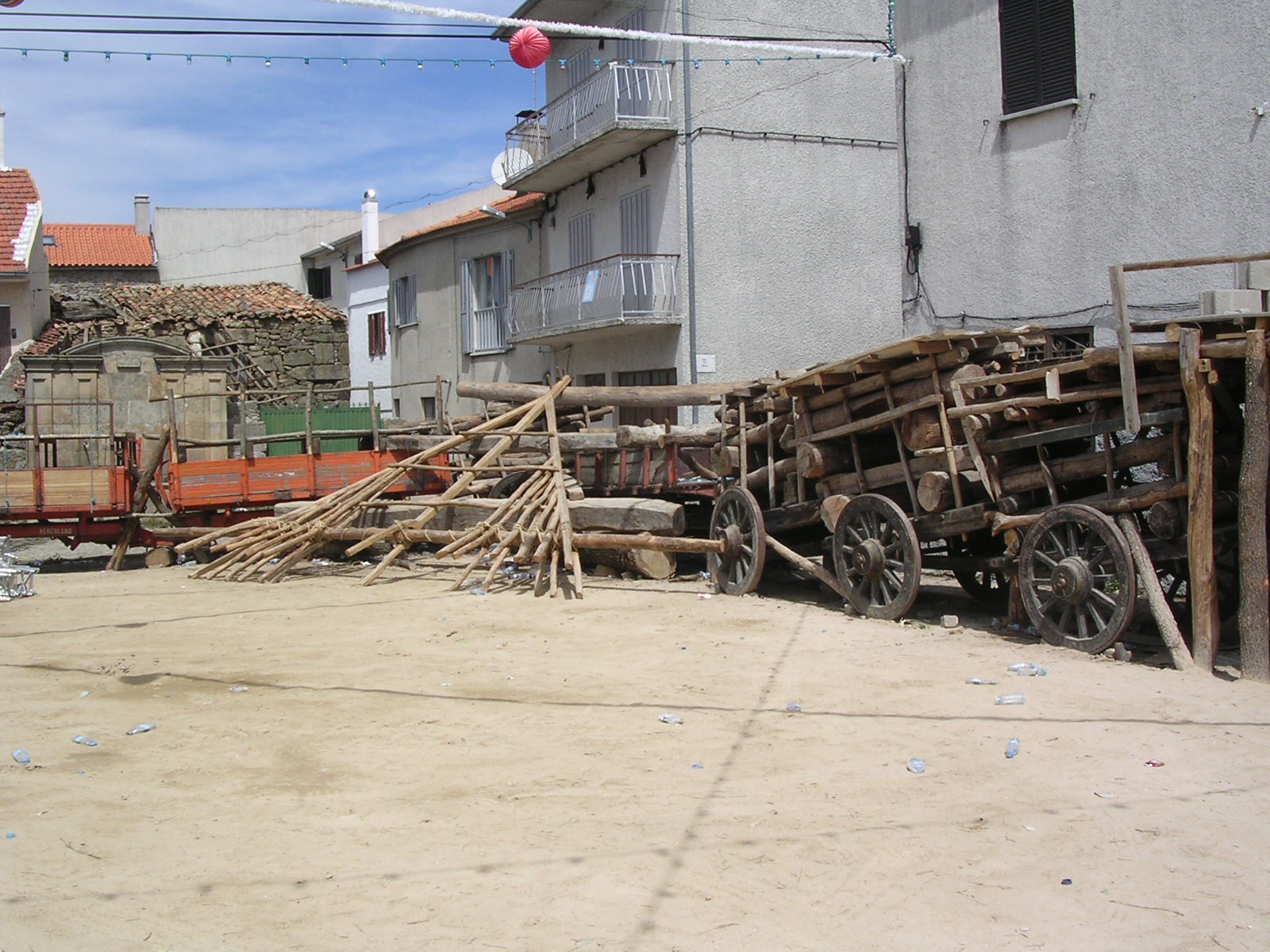
A "praça" improvisada na Aldeia Velha
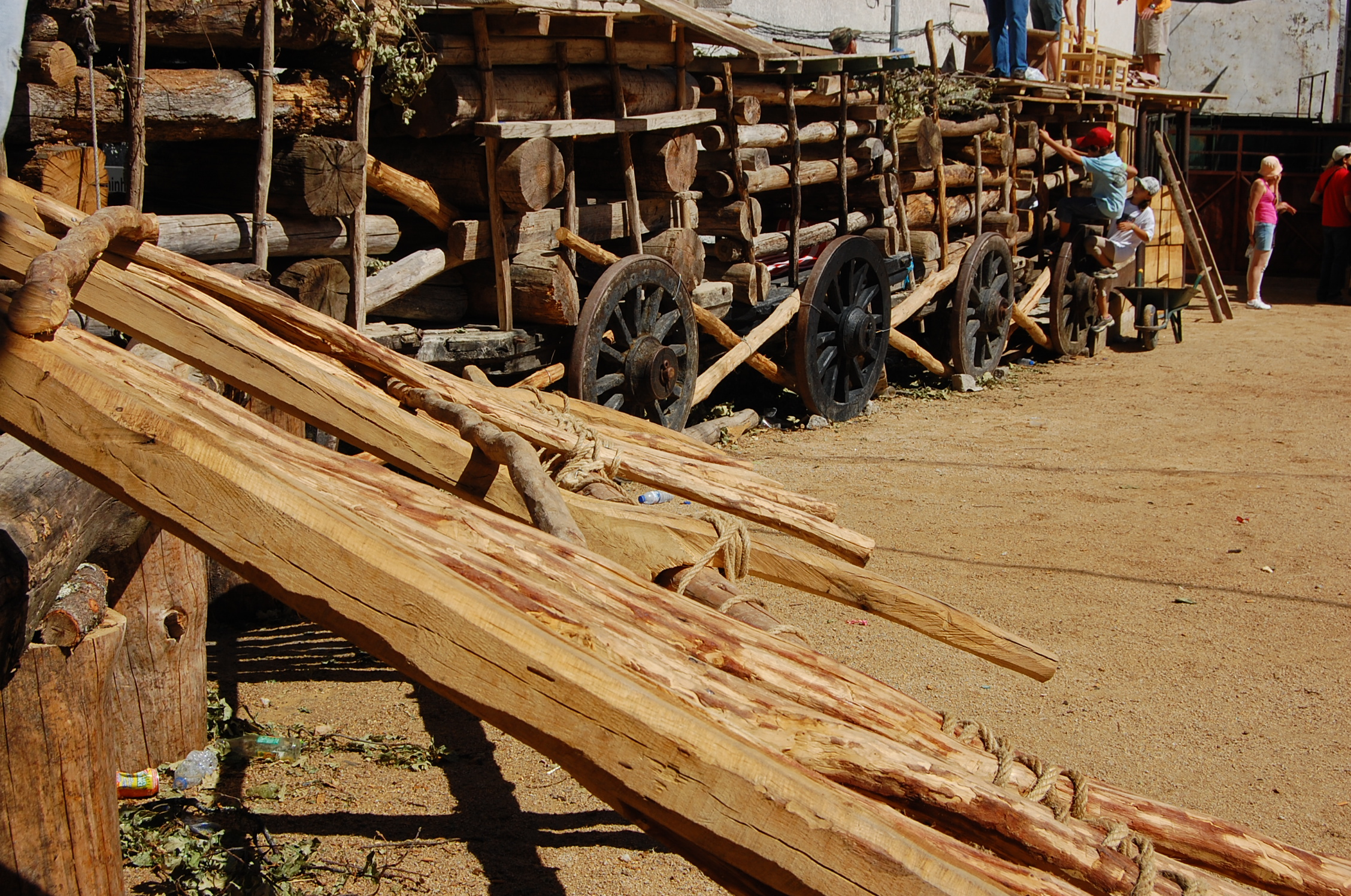
Vista do forcão e das barreiras
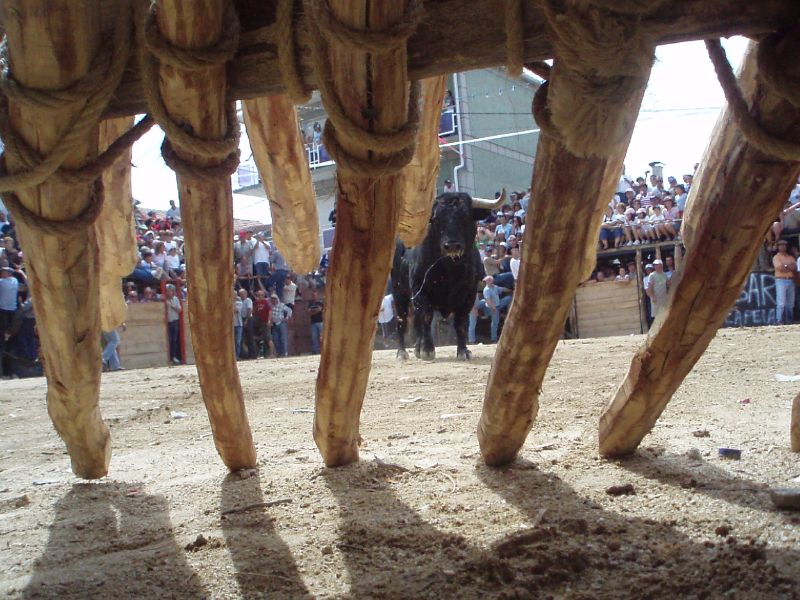
O forcão e o touro que o vai enfrentar
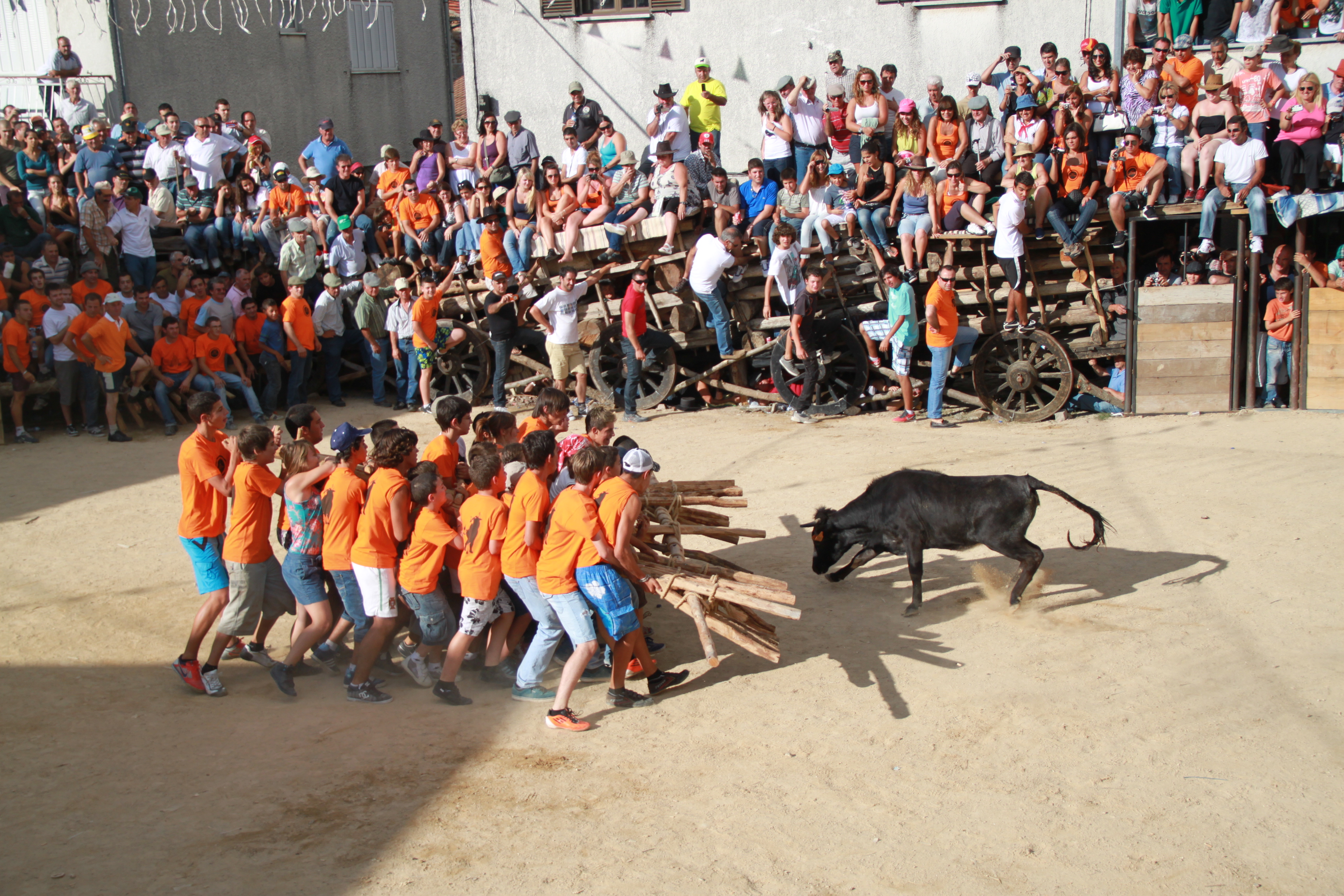
Um forcão mais pequeno para os mais novos